# Дмитрий Дьомушкин
Дмитрий Николаевич Дьомушкин (на руски: Дмитрий Николаевич Дёмушкин) е руски политик, обществен деец, застъпник на руския национализъм. Ръководител на Висшия национален съвет на националистическото обединение „Русские“. Председател на организационния комитет на Партията на националистите. Бивш председател на забраненото националистическо движение „Славянски съюз“ (1999 – 2010). Организатор на провеждания всяка година Руски марш, активен участник в протести и митинги.

## Биография
Дмитрий Дьомушкин е роден на 7 май 1979 година в град Москва. В семейство на: баща – инструктор по шофиране и шофьор на линейка, майка – преподавател по руски език и литература. През 1981 година те се развеждат и той израства при майка си, баба си и леля си.
В младежките си години започва да се занимава с бокс и посещава спортните зали. През 1995 година се присъединява към група от хора, определяща себе си за скинхедс.
Дьомушкин учи в три училища в Москва: № 763 (до пети клас), № 997 (до девети клас), завършва в училище № 144. Завършва специалностите „Държавно и местно управление“ и „Преподавател по психология“ във Факултета по психология и Икономическия факултет на Московски социално-хуманитарен институт. През 2008 година постъпва в аспирантура.

### Обществено-политическа дейност

#### 1996 – 1999
На 6 април 1996 година се записва в РНЕ (Руско национално единство).
През 1998 година Дьомушкин е назначен за комендант на първа партийна група, през същата година е и заместник-председател на РНЕ. През 1999 година отговаря за примането на членове в РНЕ.
През 1999 година, след разцепление в редиците на РНЕ основава общоруската националсоциалистическа организация Славянски съюз и става неин ръководител. Основни цели които организацията си поставя са установяване на руска национална власт, увеличаване делът на руснаците в Русия и определянето им за статут който формира нацията.

#### 2000 – 2009
През 2001 година Дьомушкин става член на Организационния комитет на Национално-държавната партия на Русия (НДПР).
През януари 2006 година предоставя адвокати за защита на Александър Копцев, който извършва нападение в московска синагога.
През юли 2006 година Дьомушкин е задържан от правоприлагащите органи във връзка с твърденията за присъствието му близо до експлозията на джамия в град Яхрома. Апартаментът му е претърсен, в резултат на което са били иззети лаптопа му и шест диска. Скоро след това лидерът на Славянски съюз е освободен. Впоследствие, отговорност за взрива поемат Олег Костарев и Илия Тихомиров, които са обвинени и за терористичното нападение на Черкизовския пазар през август 2006 година.

#### след 2010 година
В началото на 2010 година членове на Славянски съюз взимат участие в течение на четири месеца около конфлик в селище Речник, за сгради на територията му, които с решение на съда са определени за разрушаване. Дьомушкин отрича твърденията за сблъсъци между членове на Славянски съюз и полицията.
На 27 април 2010 година Московския градски съд определя Славянски съюз за екстремистка организация. На 29 юни 2010 година Върховния съд потвърждава решението на Московски градски съд за забрана на движението. На същия ден Дьомушкин заявява че разпуска организацията. Наследник на забраненото движение става „Славянска сила“.
На 11 декември 2010 година Дьомушкин взима участие при безредиците на площад Манежна в Москва. На 12 март 2011 говори по време на митинг в Москва, в защита на полковник Владимир Квачков, обвиняем в подготовка на метеж.
На 3 май 2011 година Дьомушкин съвместно с лидера на организацията Движение против нелегалната имиграция Александър Белов учредява националистическа организация на име „Руснаците“ (Русские), като планират създаване на политическа партия.